# Maurik (dorp)

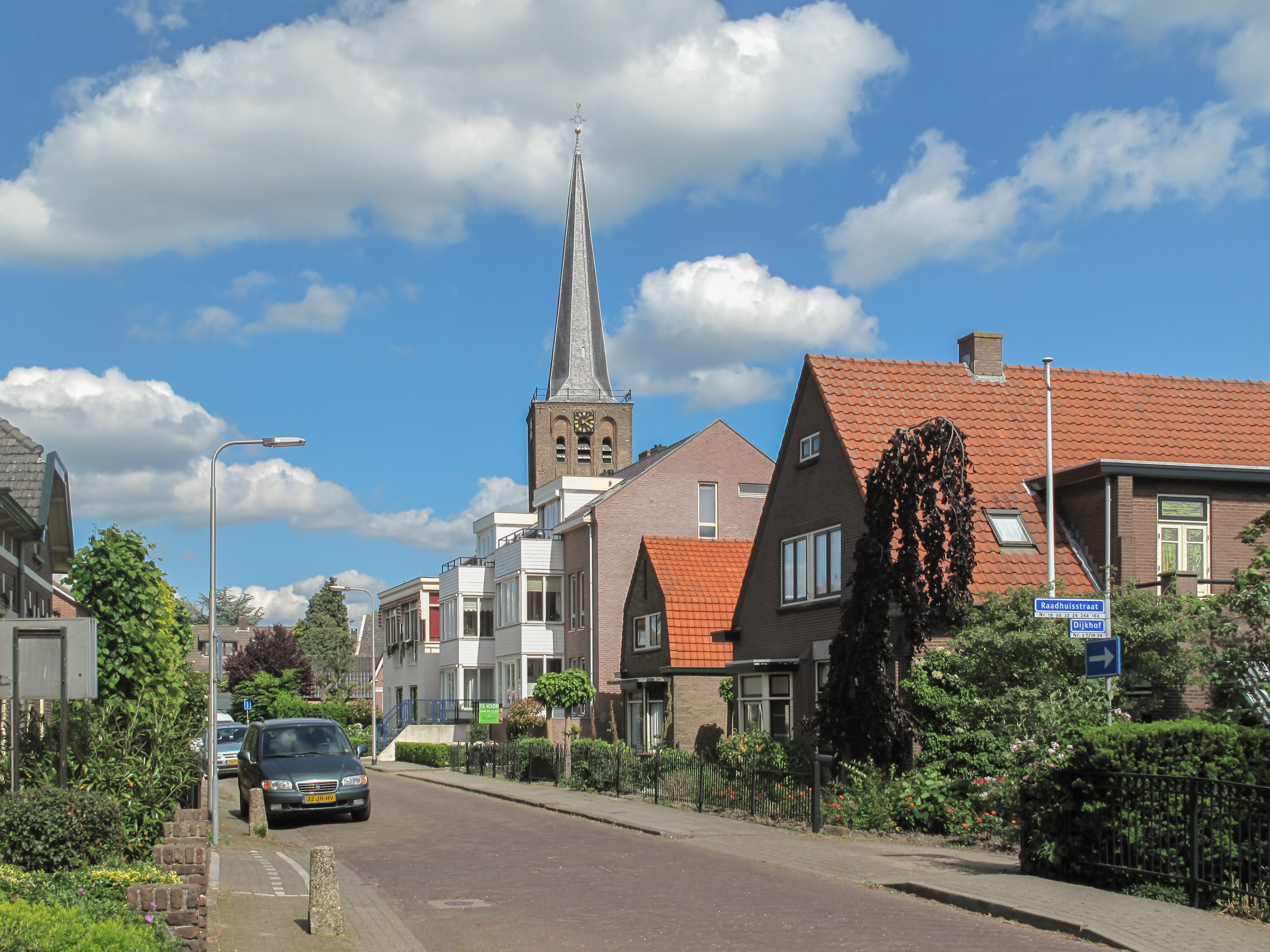
Maurik, Sint-Maartenskerk in straatzicht

Maurik is een dorp in de Nederlandse gemeente Buren, provincie Gelderland. Het ligt in de Betuwe tussen Tiel en Wijk bij Duurstede. Tot 1999 vormde de plaats met de dorpen Eck en Wiel, Ravenswaaij en Rijswijk de gemeente Maurik die dat jaar opging in de gemeente Buren. Maurik telde 5.078 inwoners op 1 januari 2022.

## Geschiedenis
Over het ontstaan van de naam Maurik is niets met zekerheid bekend. A.J. van der Aa schrijft in 1846 dat Mannaricium, genoemd in het reisboek van Keizer Antonius, het huidige Maurik zou zijn. Zijn bron noemt hij echter niet. A.P. de Kleuver gaat in zijn gelegenheidswerkje uit 1967 nog een stap verder en neemt een Keltische oorsprong aan.
Nu is (zeer) oude bewoning bewezen: in 1967 zijn enkele geringe resten aangetroffen die wijzen op bewoning in de Bronstijd (1700-700 v.Chr.). Aan het begin van de jaartelling heeft op de Woerd bij Maurik een grote boerderij gestaan; deze hoeve werd tegen het eind van de 3e eeuw verlaten: De Franken begonnen met hun invallen en het werd onveilig. In de 4e eeuw was de grond te drassig voor bewoning en Romeinse schrijvers noteerden dat de grond in de Betuwe zo nat was, dat het bijna geen grond meer mocht heten. In de daarop volgende eeuwen, de 5e tot de 7e, was er sprake van geringe bewoning in de Betuwe, het meest in de Over-Betuwe, aldus Dr. A.R. Hol in haar standaardwerk De Betuwe, waaraan een groot deel van het bovenstaande is ontleend.
Een veilige conclusie is, dat de permanente bewoning van Maurik waarschijnlijk pas van na de 7e eeuw dateert. Vroegere datering steunt slechts op speculatie. Op grond van archeologisch onderzoek concludeert Dr. P.J.R. Modderman dat permanente bewoning van plaatsen tussen de Rijn en de Waal met de uitgang -ik (zoals Maurik, Varik) nergens verder gaat dan tot de vroege middeleeuwen. Een andere geleerde, Dr. D.P. Blok, betoogt dat de vroegmiddeleeuwse vestiging van bewoners van de West-Betuwe zich van Brabant uit voltrokken heeft en ca. 900 voltooid was.
Een verklaring voor de naam Maurik is er evenwel nog steeds niet. Een ontlening aan het Keltisch, zoals A.P. de Kleuver heeft aangenomen (Maleriacum of Mannaricium, wat weer een afleiding zou zijn van de persoonsnaam Malerius), mist bewijs.
In ieder geval wordt Maurik voor het eerst in een oorkonde van 997 genoemd en wel als Maldericke. Keizer Otto III schenkt dan een in Maurik gelegen goed aan een klooster. De vestiging van de nieuwe bewoners zal, gelet op de conclusie van Dr. Blok, enige generaties eerder hebben plaatsgevonden. De eerste bewoner van naam treedt ons een kleine drie eeuwen later tegemoet: Saffatijn van Mauderic, ridder, die in 1270 zijn burcht bij de rivier bouwde (op het terrein waar nu de molen staat). Daarvan heeft hij niet lang plezier gehad: hij sneuvelde in 1288 in de Slag bij Woeringen.
Begin 14e eeuw kwam Maurik door vererving in handen van Jan I van Culemborg, die gehuwd was met Margaretha van Maurik. In 1361 liep de burcht veel schade op in de strijd tegen de Bronckhorsten, en Jan II van Culemborg liet het kasteel herstellen door bouwmeester Jan van den Doem. Door de strijd tussen Holland en Gelre, waarbij Culemborg aan Hollandse zijde stond, raakte het kasteel begin 15e eeuw weer ernstig beschadigd. In 1470 was er geen sprake meer van een kasteel.
Van 1811 tot 1999 was de gemeente Maurik een zelfstandige gemeente in de Neder-Betuwe, waaronder ook de dorpen Eck en Wiel, Ingen (1811-1817) en vanaf 1818 ook Ravenswaaij en Rijswijk vielen. In 1999 ging Maurik op in de gemeente Buren. Het voormalige gemeentehuis is september 2006 als restaurant in gebruik genomen.
Door de bouw van de stuw in de Nederrijn bij Amerongen is de rivier die oorspronkelijk langs het dorp liep een paar honderd meter naar het noorden verlegd. Ter hoogte van Maurik ontstond een dode rivierarm. Het gebied ertussen wordt het Eiland van Maurik genoemd. Het is vooral een recreatiegebied voor watersporters en natuurgebied. De resten van de bedrijvigheid van vroeger zijn hier in de vorm van drie vervallen steenfabrieken nog terug te vinden.
Door de bouw van het industrieterrein bij Eck en Wiel is er de laatste jaren nieuwe bedrijvigheid ontstaan in de omgeving van Maurik. Verder werken veel inwoners in naburige plaatsen of bij de lokale fruit- en transportbedrijven. Ook wonen in Maurik inmiddels veel forenzen die in de Randstad werken.
Een belangrijk gegeven in de recente geschiedenis van Maurik is de evacuatie van de Betuwe in de maanden januari en februari 1995. Vanwege de extreem hoge waterstand in de rivieren en de daardoor dreigende dijkdoorbraken werd het gehele dorp verplicht geëvacueerd. De Betuwe bleef uiteindelijk droog, na enkele dagen konden de bewoners terugkeren naar hun huizen.

## Verkeer en vervoer
Het dorp ligt aan de Provinciale weg N320, die vanaf de A2 bij Culemborg naar Kesteren loopt.
Maurik onderhoudt een veerdienst met het aan de andere zijde van de Nederrijn gelegen Amerongen.
De volgende buslijnen rijden door het dorp:
- Lijn 44: Tiel - Wageningen
- Lijn 263: Maurik - Beusichem
- Lijn 641: Lienden - Culemborg

## Religie
Er is een Nederlands-hervormde kerk in Maurik, de Sint-Maartenskerk, die 15e-eeuwse wandschilderingen en een 1-klaviersorgel van Petrus van Oeckelen uit 1867 bevat. Er is ook de rooms-katholieke Kerk van Onze-Lieve-Vrouw ten Hemelopneming. De katholieke gemeenschap is veel kleiner dan de hervormde.

## Toerisme
Het recreatiepark met camping voor watersporters Eiland van Maurik en het stuw- en sluizencomplex Amerongen met waterkrachtcentrale zijn buiten het dorp aan de rivier gevestigd. Het recreatiepark biedt mogelijkheden tot varen, zeilen, surfen en andere vormen van watersport.

## Voorzieningen
Maurik heeft een gemiddeld winkel- en horeca-aanbod. Het verenigingsleven bestaat onder andere uit een harmonie, een korfbalvereniging, Oranjevereniging, bridgevereniging, tennisvereniging, scoutinggroep en een voetbalvereniging, SV MEC '07. Volleybalvereniging TVCM moest in 2008 wegens gebrek aan leden na 34 jaar worden opgeheven. Het dorp kan gebruikmaken van een particulier geëxploiteerd zwembad.
De openbare en de christelijke basisschool van het dorp zijn sinds 2010 in hetzelfde gebouw gevestigd. Middelbaar onderwijs is beschikbaar in plaatsen in de omgeving.

## Gemeentehuis

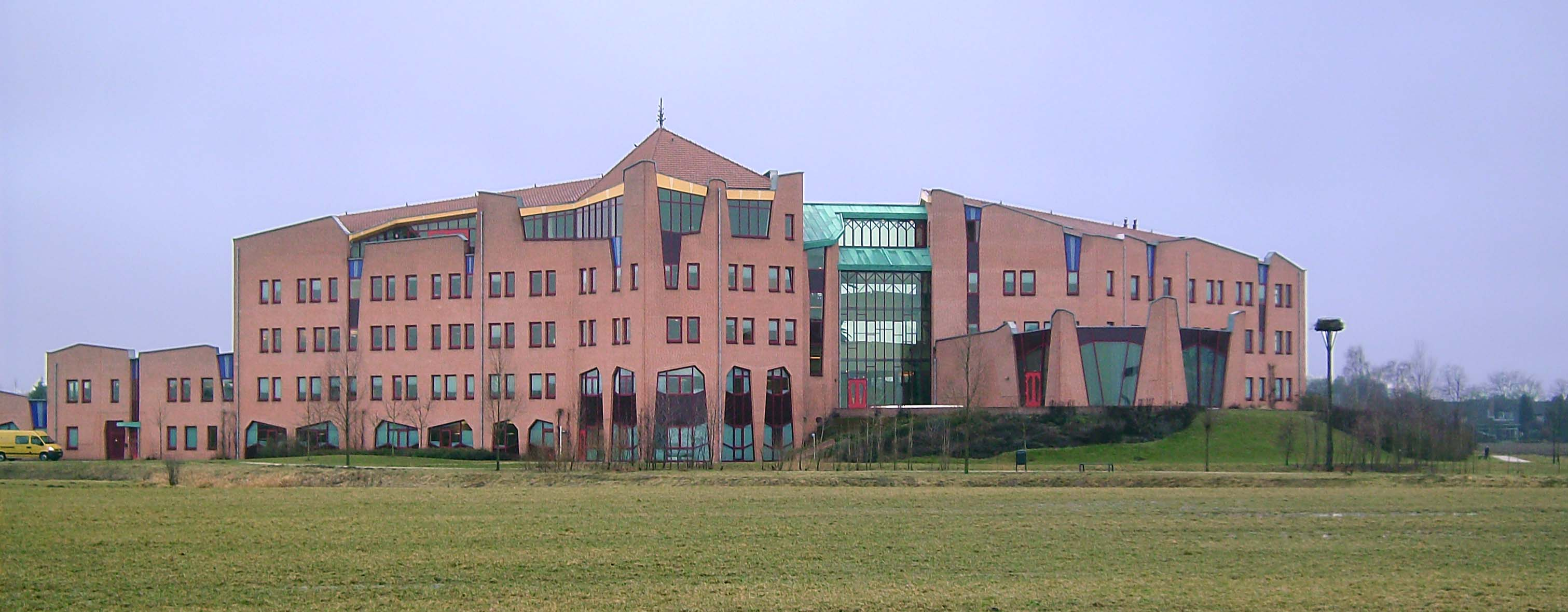
Gemeentehuis van Buren te Maurik

Het gemeentehuis van Buren, in de volksmond het gemeentepaleis genoemd, is gevestigd aan De Wetering te Maurik. Het ruim bemeten pand is volgens de ideeën van het organische bouwen ontworpen door architectenbureau Alberts en Van Huut. Dit bureau werd vooral bekend door de ontwerpen voor de NMB-bank in Amsterdam-Zuidoost, het kantoor van de Gasunie in Groningen en het gemeentehuis van Ommen. Rond het pand is een park aangelegd. Het gemeentebestuur heeft het gemeentehuis in 2021 te koop gezet omdat het te groot en te duur is. Ondertussen werden in 2022 in een leegstaand gedeelte van het gemeentehuis 63 asielzoekers ondergebracht om het aanmeldcentrum in  Ter Apel te ontlasten tijdens de Asielcrisis Nederland 2021-heden.

## Geboren
- Leen Papo (1916-1995), verzetsstrijder
- Daniëlle Jansen (1979), veldrijdster

## Trivia
- Voor de aflevering De versneller van de serie Tita Tovenaar werden in Maurik opnamen gemaakt. Op de achtergrond in de aflevering is de Sint-Maartenskerk van Maurik te zien.

## Galerij

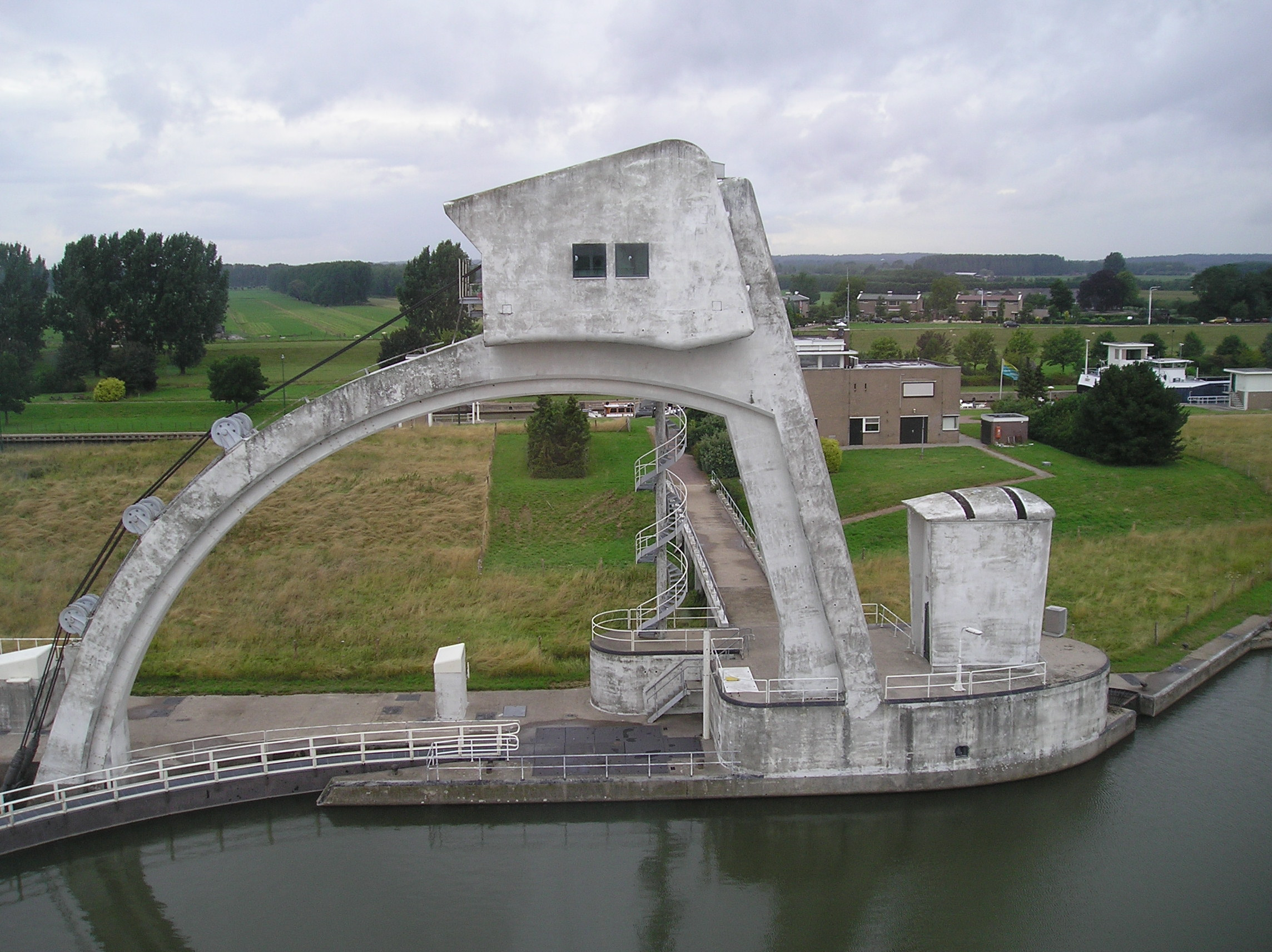
De stuw in de Nederrijn
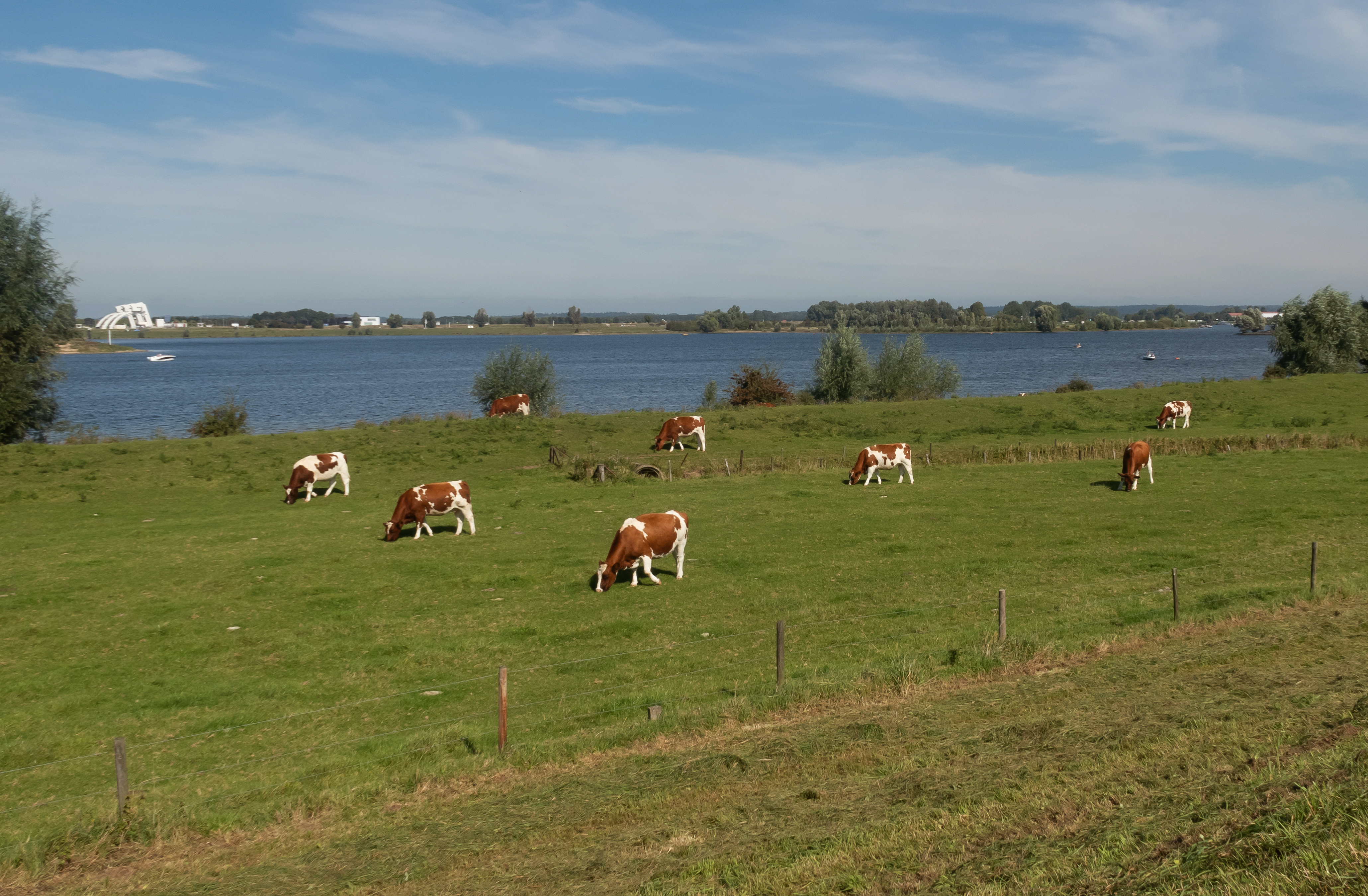
bij Eiland van Maurik, panorama